# 두치와 뿌꾸
《두치와 뿌꾸》는 김재원의 만화이며, 이를 바탕으로 만든 만화·애니메이션이다. 그의 대표 인물인 큐라 등이 등장한다. 괴물들과 같이 살아간다는 등의 참신한 내용을 바탕으로 하고 있으며, 1996년에 KBS 2TV에서 방영되었다.

## 등장인물
- 마두치

주인공. 키가 작은 초등학교 4학년생이지만 작은 키임에도 불구하고 특출한 농구실력을 지녔다. 키 작다고 놀리는 아이들과의 농구 시합에서 망신을 주는 것이 기본이다. 은영이 태권도 유단자라 격투기에도 능하다. 항상 괴물 사총사를 돕고자 한다.
- 뿌꾸
두치의 친구 및 애견이다. 뿌꾸의 엄마가 숲 속에서 우는 뻐꾸기 울음소리를 따서 지은 이름이다. 검정고무신의 땡구처럼 말을 할 줄 알며, 두치와 자주 싸우지만 두치 가족과 괴물 사총사를 지키고자 항상 고분분투하는 충견. 코코랑 사귄다.

- 큐라

인간이 되고 싶어하는 흡혈귀. 괴물 사총사의 리더 격 되며, 드라큐라답게 양복을 아낀다. 인간이 되려면 날카로운 이빨이 방해가 되기 때문에 항상 인간이 되어 가면서 이빨이 점점 부드러워지는 걸 보고 좋아한다. 쓸데없이 품위를 차리고 허세를 부리기도 한다. 하지만 어느 순간마다 정말 괴물의 모습을 보이기도 한다.
옛날 루마니아에서 한 남자가 마차 사고로 목숨을 잃을 뻔한 한 여자를 구하고, 둘은 사랑에 빠지지만 남자는 드라큐라였다. 남자는 여자에게 더 이상 자신을 만나지 말아달라고 간청하지만 여자는 계속 거절했다. 결국 아이가 태어나자 남자는 사라져 버리고, 여자도 얼마 후 아이를 자신의 오빠에게 맡기고 요절하고 만다. 그러나 오빠가 죽고, 흡혈귀로서 홀로 외로이 살던 그 아이가 바로 큐라. 어느 날 큐라 앞에 마빈 박사가 나타나 인간으로 만들어 주겠다며 호리병에 가둔다. 하지만 두치와 뿌꾸의 도움으로 결국 인간의 모습으로 바뀌어 간다.
- 리노

늑대 인간. 입고 다니는 옷은 마빈박사가 입힌 'ABC' 가 적힌 노란 옷. 무슨 일이 닥치면 용감하게 맞선다. 인간이 되어 가면서 점점 얼굴에서 흉측함이 사라지고 야성이 사라지는 걸 느끼고 있다. 미라만큼은 아니지만 약간 우유부단한 성격이다.
과거 유럽에 살던 한 가족의 아들인 리노는 여동생과 함께 산으로 다람쥐를 잡으러 갔다가 혼자 길을 잃는다. 그런데 마을에서 소문으로 돌던 거대한 저주받은 늑대가 리노를 덮쳤고, 집으로 실려온 리노는 자신이 늑대에게 물렸다는 걸 알아차린다. 리노는 그 후로 몸에서 계속 솟아나는 털과 야성을 주체하지 못하다가 결국 늑대의 모습으로 변해 버린다. 리노의 가족은 안타까워하며 리노를 사람들이 못 보는 동굴에 숨겨 살게 하지만, 가축을 훔친 도둑이 리노에게 누명을 씌워서 쫓겨 벼랑에서 추락한다.
그 도둑은 목숨을 잃고 말았고 그 늑대 인간이 정신을 차리자 앞에 마빈박사가 나타나 인간으로 만들어 주겠다며 호리병에 가둔다. 두치와 뿌꾸 도움으로 세상에 나오지만 괴물  친구들처럼 전설의 늑대가 물어서 인간이 되지 못한다는 것을 알고 마빈 박사가 감옥에 갔음에도 몬스 • 큐라 • 미라와 함께 전설의 늑대를 죽이려 가지만 뒤의 장면은 나오지 않은 채 끝난다.
- 몬스

프랑켄슈타인. 또한 가장 슬픈 과거를 가지고 있다. 막강한 괴력을 지니고 있어 손에 잡히거나 부딪히는 것을 으스러뜨린다. 하지만 마음씨는 너무나도 순하고 성실하며, 낙천적이다. 먹는 걸 굉장히 좋아한다. 자신의 주체할 수 없는 괴력 때문에 심한 마음고생을 하고 있지만 항상 큐라 삼총사와 두치 가족의 관심에 기대며 행복한 삶을 보내고 있다. 굉장한 마이페이스 타입이다.
옛날 유럽에서 어느 과학자가 인조 인간을 만드는 법을 알아 냈다. 그의 제자 빅터 프랑켄슈타인은 계속 인조인간을 만들어 달라고 졸라댔지만, 과학자는 인조 인간을 만드는 법을 알아냈음에도 불구하고 생명은 신만이 창조할 수 있다며 실행에 옮기지 않았다. 과학자가 먼저 세상을 떠난 다음, 제자가 그의 책을 뒤져서 인조 인간을 만들어낸다. 그는 처음에는 무척이나 좋아했지만 시간이 지날수록 신만의 능력에 도전했다는 것에 대한 죄책감, 자신이 만든 인조 인간이 외모 때문에 사람들에게 소외된다는 것에 대한 슬픔을 이기지 못하고 벼랑에서 추락해 자살한다. 외로움을 견디지 못한 인조 인간은 고인(故人)이 된 빅터 프랑켄슈타인처럼 똑같이 그 책대로 또 다른 인조 인간을 만들어 이름을 ’몬스’ 라고 붙여 준다. 그러나 인조 인간은 몬스가 자신이 겪은 외로움을 다시 겪을 것이라는 생각이 자꾸만 몸을 조여와 몬스가 나갔을 때 집에 불을 질러 자살한다. 몬스는 혼자 마을 사람들의 눈을 피해 다리 밑 어느 낡은 집에서 외롭게 살다가 마빈 박사가 나타나 인간으로 만들어 주겠다며 호리병에 가둔다. 두치와 뿌꾸 도움으로 결국 사람들이 가지고 있는 힘으로 돌아온다.
- 미라

미라. 괴물 사총사 중 가장 현명하고, 영리하다. 그러나 소심하고 몸이 약하며, 무척이나 우유부단하다. 언제나 침착하게 이성을 잃지 않고, 항상 두치 가족에게 고마움을 느끼고 있다.
이집트 피라미드 속에 있던 4구의 미이라. 마빈 박사는 그 중에서 소년 미이라를 골라 깨워서 인간으로 만들어 주겠다며 호리병을 가둔다. 미라는 괴물 사총사 중 유일하게 슬픈 과거를 가지고 있지 않은 괴물이다. 그러나 친구들의 과거를 상당히 마음 아파해하고 있다.
- 두치 엄마

본명은 맹은영. 성격이 무섭다. 남편에 대해서도 불만이 많고, 말 안 듣는 두치에 대해서도 여러 잔소리를 내뱉고, 남편의 휴가를 항의하러 경찰서장에게 가서 큰소리까지 치지만 가족을 사랑한다. 울컥하면 큐라와 친구들에게도 화를 내지만 사실은 무척이나 아껴주고 있는 마음 자상한 엄마. 태권도 유단자이므로 두치가 무서워한다.
- 두치 아빠

본명은 마순경(?) 직업은 경찰관. 직장에서는 모범적인 모습을 보이지만 가정에서는 모범은 커녕 심각하게 서투른 가장이다. 은영에게 나름대로 사랑의 표현을 하고자 하지만 너무나도 바빠 자주 실패한다. 집에서 기다리는 아내 맹은영을 위해 꽃다발을 전해주려는데 용기가 안 나 두치에게 전달을 맡기기도 한다.
- 마두나

두치의 고등학생 누나. 항상 공부하기에 바쁘다. 말 안듣는 동생에 대해서도 자주 화를 내는 사춘기 여고생. 하지만 제 나름대로 가족과 큐라 친구들을 위해 힘쓴다. 유리나 오빠를 좋아한다.
- 유리나

어느 날 옆집에 이사 온 두치와 동갑내기 소녀. 두치보다 키는 훨씬 크다. 두치와 친해지고 싶어하다가도 신경질내는 두치에게 마음이 상하기도 한다. 하지만 결국은 두치와 친한 친구이다.
- 코코

리나네 강아지. 뿌꾸가 홀딱 반한 암캐이다. 처음에는 뿌꾸에게 쌀쌀맞게 대해서 뿌꾸가 상사병을 앓기도 한다. 그러나 어느 날 만난 불량 불독에게 괴롭힘을 당할 때 뿌꾸가 맞서 싸워 쓰러트린 후부터 뿌꾸에게 사과하며 호감을 보인다.
- 유리나 오빠

대학생. 두나가 좋아하는 오빠이다. 두나에게 공부를 가르쳐주지만 두나는 오빠와 놀러갈 궁리를 하고 있다. 그러나 그럴 때마다 핀잔을 주며 엄하게 가르친다.
- 마빈 박사

세계를 지배할 궁리를 하는 박사. 그러나 보통 박사가 아니라 무당이기도 하며, 시간을 넘나든다. 괴물 4명 큐라, 몬스, 리노, 미라에게 인간이 될 수 있다며 유혹해 호리병에 가둔다. 실제로는 그 괴물들을 1000년동안 호리병에 가둠으로서 초능력자로 만들어 세계를 지배할 힘을 얻고자 하는데 999년째에 두치 마을을 지나다가 떨어트린 호리병을 두치가 열어 버려 실패하고 만다. 항상 자신의 성에서 두치 일행을 감시하며 괴물들을 다시 붙잡을 궁리를 하고 있다. 두치 일행에게 사람을 보내거나 이벤트를 열어 오도록 하는 등의 전략을 짜지만 항상 실패한 끝에 경찰에게 검거된다.
- 크로우

마빈 박사의 부하 까마귀. 하지만 마빈 박사가 부려먹어서 항상 짜증을 낸다. 끝내 마빈박사가 검거되자 외톨이가 되고 만다.

## 발행
대원씨아이에서 나온 만화이다. 총6권으로 완결되었다.

## TV 시리즈
1996년에 대원미디어에서 만든 TV 만화영화이다. KBS에서 1996년 1월 19일부터 1996년 7월 12일까지 방영되었으며 그 후 많은 애니메이션 방송사에서도 방영됐으며 총 26회 분량이다.
’한 치 • 두 치 • 세 치 • 네 치 뿌꾸빵’이라는 주제가가 유행했다.

### 목소리 출연
- 한인숙 - 마두치
- 홍영란 - 뿌꾸, 신나래, 유리나
- 김정호 - 큐라
- 한택심 - 리노
- 임성표 - 몬스
- 강수진 - 미라 • 인간 리노 • 빅터 프랑켄슈타인 • 유명한 박사
- 한수경 - 맹은영, 크로우
- 홍승섭 - 두치 아빠, 마빈 박사
- 문선희 - 마두나, 리나네 강아지
- 무정 - 이미나
- 무정 - 코코
- 무정 - 리나네 오빠

## 제작진
- 원작: 김재원
- 감독, 애니 감독: 이학빈
- 편성기획 - 윤대작
- 프로듀서 - (민영문, 황용명(1~25) 한화성(26) 연출 KBS),
- 연출 - 이국형
- 시나리오 - 노진수, 이영일
- 구성 - 김주인
- 미술 - 박효식
- 원화 - 차용성, 이태수, 김효식, 이광백, 홍영덕, 박성호
- 원화작감 - 김성완, 박설형 조광홈, 이수진
- 동화 - 곽해영, 권영민, 김봉덕, 김영범, 이광선, 강경호, 안미화 이재정
- 동화작감 - 서정석, 강은숙
- 복사 - 김옥경, 변은진  박현진
- 선화 - 강현숙, 권인숙, 김미옥, 김미희
- 색지정 - 신영순, 유금안
- 채화 - 한미라, 배영미, 정운레 한민우, 박준호 김화순, 배경숙, 지명숙
- 배경 - 문길환, 이승규 이대희  김재권, 유승희
- 촬영 - 현상민, 최영수, 임항균, 박덕민
- 필름편집 - 전병택, 김상수 김장수
- 진행 - 이승환, 심학기, 임종은
- 제작담당 - 강유일, 부영순
- 작화·조연출 - 김지찬
- 작화연출·조연출 - 김지찬
- 작화연출 - 안진모
- 조연출 - 조찬세,  이천우
- 텔레시네 - 김학수
- 그래픽디자인 - 진수아
- 주제가 작곡 - 최만식
- 노래 - 신해옥, 장숙희, 방대식
- 음향효과 - 최경상
- 음악 - 안문규, 이상호
- 특수음향효과 - 김희집(KBS)
- 녹음 - 안단테
- 컴퓨터그래픽 - 박유진
- 타이틀 편집: 이인우
- 타이틀 그래픽: 유승훈, 조아라
- 공동제작 - KBS 대원미디어
- 저작권: 1996 KBS, 대원미디어 All rights reserved.
- 제공: LG그룹, 삼성그룹, 투그린토이, 농심그룹, 한국맥도날드, 미미월드, 해태제과, 세진컴퓨터랜드, 화승그룹, 오리온, 동서식품, 국제상사, 롯데그룹, 오뚜기, 한국피자헛, 콜럼비아 트라이스타, 중원산업, CJ그룹, 현대그룹, 매일유업, 빙그레, 동산씨엔지, 삼양식품

### 주제가

#### 여는 노래
작사: 민영문
작곡: 최만식
노래: 장숙희, 신해옥

#### 닫는 노래
작사: 민영문
작곡: 최만식
노래: 장숙희, 신해옥

### 삽입 노래
작사: 민영문
작곡: 최만식
노래: 방대식

### 방영 목록
| 화수       | 주제                    | 방송 일자       |
| 1화        | 큐라의 환생             | 1996년 1월 19일 |
| 2화        | 야구 선수가 된 큐라     | 1996년 1월 26일 |
| 3화        | 영화 촬영장에서         | 1996년 2월 2일  |
| 4화        | 몬스터 가족             | 1996년 2월 9일  |
| 5화        | 리노의 고향             | 1996년 2월 16일 |
| 6화        | 그리운 고향             | 1996년 2월 23일 |
| 7화        | 사춘기 (상)             | 1996년 3월 1일  |
| 8화        | 사춘기 (하)             | 1996년 3월 8일  |
| 9화        | 몬스는 힘이 세다        | 1996년 3월 15일 |
| 10화       | 소방관이 된 미라        | 1996년 3월 22일 |
| 11화       | 유령의 집 (상)          | 1996년 3월 29일 |
| 12화       | 유령의 집 (하)          | 1996년 4월 5일  |
| 13화       | 수퍼 괴물 선발대회      | 1996년 4월 12일 |
| 14화       | 마빈박사의 음모         | 1996년 4월 19일 |
| 15화       | 운동회                  | 1996년 4월 26일 |
| 16화       | 극기훈련                | 1996년 5월 3일  |
| 17화       | 미라의 목욕소동         | 1996년 5월 10일 |
| 18화       | 아빠 생일 대소동        | 1996년 5월 17일 |
| 19화       | 뿌꾸의 생일             | 1996년 5월 24일 |
| 20화       | 너희들 어디 갔었니?     | 1996년 5월 31일 |
| 21화       | 마두치 선생님           | 1996년 6월 7일  |
| 22화       | 바캉스 대작전           | 1996년 6월 14일 |
| 23화       | 뿌꾸의 고향 나들이 (상) | 1996년 6월 21일 |
| 24화       | 뿌꾸의 고향 나들이 (하) | 1996년 6월 28일 |
| 25화       | 친구들 안녕 (상)        | 1996년 7월 5일  |
| 최종화(26) | 친구들 안녕 (하)        | 1996년 7월 12일 |